# Guma (häradshuvudort i Kina, Xinjiang Uygur Zizhiqu, lat 37,62, long 78,28)
Guma (kinesiska: 固玛, 固玛镇) är en häradshuvudort i Kina. Den ligger i den autonoma regionen Xinjiang, i den nordvästra delen av landet, omkring 1 000 kilometer sydväst om regionhuvudstaden Ürümqi. Antalet invånare är 28 163. Befolkningen består av 14 102 kvinnor och 14 061 män. Barn under 15 år utgör 24,0 %, vuxna 15-64 år 70 %, och äldre över 65 år 4,0 %.
Runt Guma är det mycket glesbefolkat, med 5 invånare per kvadratkilometer. Det finns inga andra samhällen i närheten. Trakten runt Guma är ofruktbar med lite eller ingen växtlighet.
Genomsnittlig årsnederbörd är 88 millimeter. Den regnigaste månaden är maj, med i genomsnitt 23 mm nederbörd, och den torraste är april, med 2 mm nederbörd.